# Peter von Danzig (1992)
Pour les articles homonymes, voir Peter von Danzig.
Peter von Danzig est un sloop à gréement bermudien. C'est un voilier-école de la Akademischer Segler-Verein (SAV) , qui possède aussi d'autres unités.
Son port d'attache est Kiel en Allemagne.

## Histoire
Le Peter von Dantzig est un croiseur hauturier de 55 pieds, conçu par Georg Nissen , construit à Emden en 1992 dans les anciens chantiers Nordseewerke. Il a remplacé  un ancien Peter von Danzig, de 1936, qui avait participé à de nombreuses courses océaniques au service de l'Académie de voile de Kiel.
L'ASV - Kiel (de) propose un apprentissage de la voile sur tous les océans. L'équipage du Peter von Danzig se compose de 8 à 12 membres.

## Navigation
Depuis sa mise en service en 1992,  il a déjà traversé cinq fois l'Atlantique, navigué au Groenland et en Islande et fait une fois le tour du monde. Il participe régulièrement à la Semaine de Kiel, à la Semaine  de Mer du Nord (de) et à la Semaine de Cowes.
Il a participé à de nombreuses Tall Ships' Races et, en 2017, à l'intégralité de la RDV2017 Tall Ships' Races Regatta. À l'arrivée de la 5e étape reliant Halifax (Canada) au Havre il est arrivé troisième en classe D, derrière Rona II  Royaume-Uni et Vahine  Finlande.
Il  a participé au rassemblement Les Grandes Voiles du Havre (2017).

Les Grandes Voiles du Havre